# يوجي هيكوتيك (عالم)
يوجي هيكوتيك (باليابانية: 百武裕司 ) (و. 1950 – 2002 م) هو عالم فلك ياباني، ولد في شيمبارا، ناغاساكي، توفي في كاغوشيما، كاغوشيما، عن عمر يناهز 52 عاماً، بسبب مرض قلبي وعائي.

## التعليم
تعلم في Kyushu Sangyo University ‏.